# Distretto di Jhansi
Jhansi è un distretto dell'India di 1 746 715 abitanti. Capoluogo del distretto è Jhansi.